# Râul Vicol
Râul Vicov, numit și Râul Măleasa este un curs de apă, afluent al râului Suceava ce traversează de la sud-vest la est localitatea Bivolărie, Vicovu de Sus, județul Suceava. Pârâul izvorăște din munții Obcina Mare - vârful Măgura Mică, la cota 650 m.d.M. Râul Vicov a secat complet pentru prima dată în anul 1987, iar inundațiile din iulie 1992, iulie 2008 și iunie 2010 din România, survenite din cauza precipitațiilor torențiale, au afectat în special locuințele și terenurile agricole din Bivolărie și Vicovu de Jos și au cauzat distrugeri importante. 
Cursul inferior a râului a fost regularizat și derivat în Râul Remezeu, al cărui afluent este în prezent. 

## Hărți
- Harta județului Suceava
- Harta Obcinele Bucovinene  Arhivat în 30 iulie 2009, la Wayback Machine.